# Aoplus kamuensis
Aoplus kamuensis là một loài tò vò trong họ Ichneumonidae.